# Liste der denkmalgeschützten Objekte in Fehring
Die Liste der denkmalgeschützten Objekte in Fehring enthält die 37 denkmalgeschützten, unbeweglichen Objekte der österreichischen Gemeinde Fehring im steirischen Bezirk Südoststeiermark.

## Denkmäler
| Foto |                 | Denkmal                                                                                              | Standort                                              | Beschreibung | Metadaten |
| ---- | --------------- | --- | ----------------------------------------------------- | --- | --- |
| ja   | Datei hochladen | Pfarrhof HERIS-ID: 31809 Objekt-ID: 28802                                                            | Hatzendorf 1 Standort KG: Hatzendorf                  | Bei dem Pfarrhof neben der Kirche handelt es sich um einen geräumigen dreigeschoßigen Bau mit Schopfwalmdach, der am Portal mit 1744 bezeichnet ist. | BDA-Hist.: Q37944424 Status: § 2a Stand der BDA-Liste: 2025-06-30 Name: Pfarrhof GstNr.: 49 Pfarrhof Hatzendorf                                                                          |
| ja   | Datei hochladen | Ehem. Sanatorium Lemperg, landwirtschaftliche Fachschule Hatzendorf HERIS-ID: 32238 Objekt-ID: 29309 | Hatzendorf 110 Standort KG: Hatzendorf                | | BDA-Hist.: Q119949287 Status: § 2a Stand der BDA-Liste: 2025-06-30 Name: Ehem. Sanatorium Lemperg, landwirtschaftliche Fachschule Hatzendorf GstNr.: 956/2 Ehemaliges Sanatorium Lemperg |
| ja   | Datei hochladen | Bildstock HERIS-ID: 31810 Objekt-ID: 28803                                                           | Standort KG: Hatzendorf                               | Der gemauerte Bildstock an der Ortseinfahrt wurde 1741 erbaut. Im Zuge der Renovierung im Jahre 1969 wurden die Fresken durch Franz Weiss neu gemalt. | BDA-Hist.: Q37944434 Status: § 2a Stand der BDA-Liste: 2025-06-30 Name: Bildstock GstNr.: 2126 Bildstock Hatzendorf, Fehring                                                             |
| ja   | Datei hochladen | Kath. Pfarrkirche hll. Peter und Paul HERIS-ID: 32234 Objekt-ID: 29304                               | Standort KG: Hatzendorf                               | Die Pfarrkirche wurde 1545 in Nord-Süd-Richtung erbaut und später zweimal vergrößert (1679 und 1755). Sie besteht nun aus einem kreuzförmig erweiterten Saalraum mit Flachdecke sowie dem Chor im Süden. An der Ostseite ist ein quadratischer Turm vorgestellt. Der Hochaltar stammt aus dem Jahr 1753. | BDA-Hist.: Q20188956 Status: § 2a Stand der BDA-Liste: 2025-06-30 Name: Kath. Pfarrkirche hll. Peter und Paul GstNr.: .20 Pfarrkirche Hatzendorf                                         |
| ja   | Datei hochladen | Wegkapelle HERIS-ID: 32243 Objekt-ID: 29314                                                          | Standort KG: Hatzendorf                               | Die Kapelle stammt aus dem Jahre 1870 und enthält eine spätbarocke Marienfigur. Bei der Renovierung 1978 wurden außen von Franz Weiss Heiligenfresken angebracht. | BDA-Hist.: Q37947046 Status: § 2a Stand der BDA-Liste: 2025-06-30 Name: Wegkapelle GstNr.: 2107                                                                                          |
| ja   | Datei hochladen | Schloss Hohenbrugg-Weinberg HERIS-ID: 32267 Objekt-ID: 29342                                         | Hohenbrugg an der Raab 1 Standort KG: Hohenbrugg      | Urkundlich 1305 erwähnt. Die heutige Gestalt bekam das Schloss im 16. Jahrhundert. | BDA-Hist.: Q1442276 Status: Bescheid Stand der BDA-Liste: 2025-06-30 Name: Schloss Hohenbrugg-Weinberg GstNr.: .1 Schloss Hohenbrugg                                                     |
| ja   | Datei hochladen | Grenzsteine HERIS-ID: 32269 Objekt-ID: 29344                                                         | vor Hohenbrugg an der Raab 19 Standort KG: Hohenbrugg | | BDA-Hist.: Q37947112 Status: § 2a Stand der BDA-Liste: 2025-06-30 Name: Grenzsteine GstNr.: 1685/1                                                                                       |
| ja   | Datei hochladen | Bildstock HERIS-ID: 32302 Objekt-ID: 29379                                                           | Standort KG: Hohenbrugg                               | | BDA-Hist.: Q37947182 Status: § 2a Stand der BDA-Liste: 2025-06-30 Name: Bildstock GstNr.: 1680                                                                                           |
| ja   | Datei hochladen | Grenzstein HERIS-ID: 32303 Objekt-ID: 29380                                                          | Standort KG: Hohenbrugg                               | Der Grenzstein stammt von der Grenzvermessung in den Jahren 1754 bis 1756, bei der die Grenze zwischen der Steiermark und dem damaligen Ungarn im Abschnitt zwischen Lafnitz und Mur markiert wurde. Die Grenzmarkierung wurde unter Maria Theresia durchgeführt. Anmerkung: Standort südlich der Raab, etwa 80 m östlich des Aussichtsturmes | BDA-Hist.: Q37947192 Status: § 2a Stand der BDA-Liste: 2025-06-30 Name: Grenzstein GstNr.: 1794                                                                                          |
| ja   | Datei hochladen | Bildstock, Pestkreuz HERIS-ID: 32304 Objekt-ID: 29381                                                | Standort KG: Hohenbrugg                               | | BDA-Hist.: Q37947202 Status: § 2a Stand der BDA-Liste: 2025-06-30 Name: Bildstock, Pestkreuz GstNr.: 169/2                                                                               |
| ja   | Datei hochladen | Rathaus HERIS-ID: 31188 Objekt-ID: 28119                                                             | Grazerstraße 1 Standort KG: Fehring                   | Das Rathaus ist ein Bau aus dem mittleren 18. Jahrhundert, der 1888 von der Stadtgemeinde gekauft und 1921 um ein Geschoß aufgestockt wurde. | BDA-Hist.: Q37940900 Status: § 2a Stand der BDA-Liste: 2025-06-30 Name: Rathaus GstNr.: .88                                                                                              |
| ja   | Datei hochladen | Kath. Pfarrkirche hl. Joseph HERIS-ID: 31120 Objekt-ID: 28048                                        | Standort KG: Fehring                                  | Die Kirche wurde nach 1716 anstelle eines spätmittelalterlichen Vorgängerbaus errichtet, dessen gotischer Chor als Kapelle erhalten ist. Dabei wurde auch die Orientierung verändert, nunmehr ist die Kirche nord-südlich statt ost-westlich ausgerichtet. Das Äußere der Kirche ist schlicht und mit Pilastern gegliedert, markant ist der 1732 von Andreas Stengg erbaute Fassadenturm. Die Innenausstattung ist teilweise historistisch, der Hochaltar wurde 1888 von Robert Mikovics erneuert.                                                                     | BDA-Hist.: Q2082612 Status: § 2a Stand der BDA-Liste: 2025-06-30 Name: Kath. Pfarrkirche hl. Joseph GstNr.: .1/14 Pfarrkirche Fehring                                                    |
| ja   | Datei hochladen | Pfarrhof HERIS-ID: 31133 Objekt-ID: 28062                                                            | Grazerstraße 10 Standort KG: Fehring                  | Der Fehringer Pfarrhof trägt ein beachtliches Schopfwalmdach und am Portal die Bezeichnung 1766. | BDA-Hist.: Q37940512 Status: § 2a Stand der BDA-Liste: 2025-06-30 Name: Pfarrhof GstNr.: 7/1 Pfarrhof Fehring                                                                            |
| ja   | Datei hochladen | Mariensäule HERIS-ID: 31127 Objekt-ID: 28055                                                         | Hauptplatz Standort KG: Fehring                       | Die Mariensäule auf dem Hauptplatz ist mit 1697 bezeichnet. | BDA-Hist.: Q37940461 Status: § 2a Stand der BDA-Liste: 2025-06-30 Name: Mariensäule GstNr.: 1165/5 Mariensäule Fehring                                                                   |
| ja   | Datei hochladen | Bastion HERIS-ID: 65065 Objekt-ID: 77876                                                             | Kirchenplatz 5 Standort KG: Fehring                   | Der Tabor ist eine Wehranlage bei der Kirche, an deren Innenseite mehreren zwei- bis dreistöckige, miteinander verbundenen Gebäude angebaut sind. Er wurde im 15. Jahrhundert erbaut und nach 1605 durch die Anlage von Eckbastionen und einem Tor mit Zugbrücke noch einmal ausgebaut. Große Teile der Anlage wurden bereits im 18. Jahrhundert zu Wohnhäusern umgebaut. | BDA-Hist.: Q64512746 Status: § 2a Stand der BDA-Liste: 2025-06-30 Name: Bastion GstNr.: .1/6 Tabor Fehring                                                                               |
| ja   | Datei hochladen | Bastion HERIS-ID: 31246 Objekt-ID: 28182                                                             | Standort KG: Fehring                                  | Der Tabor ist eine Wehranlage bei der Kirche, an deren Innenseite mehreren zwei- bis dreistöckige, miteinander verbundenen Gebäude angebaut sind. Er wurde im 15. Jahrhundert erbaut und nach 1605 durch die Anlage von Eckbastionen und einem Tor mit Zugbrücke noch einmal ausgebaut. | BDA-Hist.: Q64512744 Status: § 2a Stand der BDA-Liste: 2025-06-30 Name: Bastion GstNr.: 1031/1 Tabor Fehring                                                                             |
| ja   | Datei hochladen | Rundturm HERIS-ID: 31249 Objekt-ID: 28185                                                            | Kirchenplatz 7 Standort KG: Fehring                   | Der Tabor ist eine Wehranlage bei der Kirche, an deren Innenseite mehreren zwei- bis dreistöckige, miteinander verbundenen Gebäude angebaut sind. Er wurde im 15. Jahrhundert erbaut und nach 1605 durch die Anlage von Eckbastionen und einem Tor mit Zugbrücke noch einmal ausgebaut. Große Teile der Anlage wurden bereits im 18. Jahrhundert zu Wohnhäusern umgebaut. | BDA-Hist.: Q64512745 Status: § 2a Stand der BDA-Liste: 2025-06-30 Name: Rundturm GstNr.: .1/3 Tabor Fehring                                                                              |
| ja   | Datei hochladen | Epitaph, Grabmal der Pfarrer von Fehring HERIS-ID: 31230 Objekt-ID: 28165                            | Friedhof Standort KG: Fehring                         | | BDA-Hist.: Q37941124 Status: § 2a Stand der BDA-Liste: 2025-06-30 Name: Epitaph, Grabmal der Pfarrer von Fehring GstNr.: 883/1                                                           |
| ja   | Datei hochladen | Sinzinger-Kapelle HERIS-ID: 31141 Objekt-ID: 28070                                                   | bei Sinzingergasse 5k Standort KG: Fehring            | | BDA-Hist.: Q37940585 Status: § 2a Stand der BDA-Liste: 2025-06-30 Name: Sinzinger-Kapelle GstNr.: 927/2                                                                                  |
| ja   | Datei hochladen | Weinkeller HERIS-ID: 31211 Objekt-ID: 28146                                                          | Ungarnstraße 12 Standort KG: Fehring                  | | BDA-Hist.: Q37941030 Status: Bescheid Stand der BDA-Liste: 2025-06-30 Name: Weinkeller GstNr.: 944/2                                                                                     |
| ja   | Datei hochladen | Annakapelle HERIS-ID: 31225 Objekt-ID: 28160                                                         | Standort KG: Fehring                                  | | BDA-Hist.: Q37941096 Status: § 2a Stand der BDA-Liste: 2025-06-30 Name: Annakapelle GstNr.: 254                                                                                          |
| ja   | Datei hochladen | Wegkapelle HERIS-ID: 31287 Objekt-ID: 28227                                                          | gegenüber Höflach 5 Standort KG: Höflach              | | BDA-Hist.: Q37941439 Status: § 2a Stand der BDA-Liste: 2025-06-30 Name: Wegkapelle GstNr.: .101                                                                                          |
| ja   | Datei hochladen | Lokrundschuppen mit Drehscheibe HERIS-ID: 32635 Objekt-ID: 29757                                     | Brunn 43 Standort KG: Johnsdorf                       | | BDA-Hist.: Q113580313 Status: Bescheid Stand der BDA-Liste: 2025-06-30 Name: Lokrundschuppen mit Drehscheibe GstNr.: 1897 Roundhouse with turntable, Fehring                             |
| ja   | Datei hochladen | Schloss Johnsdorf-Brunn HERIS-ID: 11211 Objekt-ID: 7289                                              | Johnsdorf 1 Standort KG: Johnsdorf                    | Der spätmittelalterliche Wehrbau wurde Mitte des 17. Jahrhunderts durch Katharina Elisabeth von Galler zum Schloss in seiner heutigen Form umgebaut. Ein auffallendes Element ist der Torturm mit zweigeschoßigen Pfeilerarkaden. In der zweiten Hälfte des 20. Jahrhunderts war es in Besitz der Salesianer, 1961 wurde von Robert Kramreiter ein Kirchenanbau errichtet. | BDA-Hist.: Q2241769 Status: Bescheid Stand der BDA-Liste: 2025-06-30 Name: Schloss Johnsdorf-Brunn GstNr.: .1/1, .200, .1/2 Schloss Johnsdorf                                            |
| BW   | Datei hochladen | Hügelgräber Fuchswald/Zachwald HERIS-ID: 58673 Objekt-ID: 69442                                      | Fuchswald/Zachwald Standort KG: Pertlstein            | Es handelt sich um 20 Grabhügel, die allesamt durch Raubgrabungen beschädigt sind. | BDA-Hist.: Q38084290 Status: Bescheid Stand der BDA-Liste: 2025-06-30 Name: Hügelgräber Fuchswald/Zachwald GstNr.: 863/2                                                                 |
| ja   | Datei hochladen | Schloss Bertholdstein, ehem. Abtei St. Gabriel HERIS-ID: 51730 Objekt-ID: 57473                      | Pertlstein 50 Standort KG: Pertlstein                 | Wehrburg des 12. Jahrhunderts, mit besonderem Arkadengang. Anmerkung: Die Benediktinerinnen St. Gabriel übersiedelten 2008 nach Sankt Johann bei Herberstein. | BDA-Hist.: Q1800341 Status: § 2a Stand der BDA-Liste: 2025-06-30 Name: Schloss Bertholdstein, ehem. Abtei St. Gabriel GstNr.: .55 Schloss Bertholdstein                                  |
| ja   | Datei hochladen | Figur hl. Leonhard HERIS-ID: 61053 Objekt-ID: 73454                                                  | Standort KG: Pertlstein                               | Die Figur des hl. Leonhard steht an der Schlosszufahrt und stammt aus der Mitte des 18. Jahrhunderts. Sie wurde 1952 restauriert. Anmerkung: siehe Fehlerliste | BDA-Hist.: Q38094140 Status: § 2a Stand der BDA-Liste: 2025-06-30 Name: Figur hl. Leonhard GstNr.: 1491/4                                                                                |
| ja   | Datei hochladen | Figur hl. Donatus HERIS-ID: 61054 Objekt-ID: 73455                                                   | Standort KG: Pertlstein                               | Die an der Schlosszufahrt stehende Figur des hl. Donatus aus der Mitte des 18. Jahrhunderts ist stark verwittert. | BDA-Hist.: Q38094152 Status: § 2a Stand der BDA-Liste: 2025-06-30 Name: Figur hl. Donatus GstNr.: 482/1                                                                                  |
| BW   | Datei hochladen | Römische Siedlung Pertlstein HERIS-ID: 59287 Objekt-ID: 70411                                        | Pertlstein 25, in der Nähe Standort KG: Pertlstein    | Die römische Siedlung ist durch Mörtelmauerschutt, Ziegel, ein Pfostenloch und römische Keramikreste belegt. | BDA-Hist.: Q38086726 Status: Bescheid Stand der BDA-Liste: 2025-06-30 Name: Römische Siedlung Pertlstein GstNr.: 1077/2, 1080/1                                                          |
| ja   | Datei hochladen | Ortskapelle hl. Josef HERIS-ID: 31299 Objekt-ID: 28240                                               | Standort KG: Petersdorf I                             | | BDA-Hist.: Q37941524 Status: § 2a Stand der BDA-Liste: 2025-06-30 Name: Ortskapelle hl. Josef GstNr.: .66 Ortskapelle Petersdorf (Fehring)                                               |
| BW   | Datei hochladen | Teilbereich der Kuruzzenschanze HERIS-ID: 206283seit 2020                                            | bei Petersdorf I 72a Standort KG: Petersdorf I        | Die Befestigungsanlage (Erdwall mit Palisaden und kleinen Forts) wurde in den Jahren 1703/04 erbaut und bis zum Ende des 18. Jahrhunderts betrieben. Der Wall sollte die kaiserlichen Truppen der Habsburger im Kampf gegen die Kuruzzen unterstützen – bäuerliche Aufständische aus Ungarn im Gefolge des Aufstandes von Franz II. Rákóczi (1704–1711) – und den Zugang von Ungarn nach Wien sperren. | BDA-Hist.: Q107871273 Status: Bescheid Stand der BDA-Liste: 2025-06-30 Name: Teilbereich der Kuruzzenschanze GstNr.: 1123/2 Kuruzzenschanze, Austria                                     |
| ja   | Datei hochladen | Schloss Stein, heute Landwirtschaftliche Hauswirtschaftsschule HERIS-ID: 31306 Objekt-ID: 28247      | Petzelsdorf 1 Standort KG: Petzelsdorf                | Das Schloss Stein liegt südwestlich von Fehring im Haselbachtal. Im 16. Jahrhundert bereits Wirtschaftshof der Fürstenfelder Herrschaft, wurde es 1776 von Christoph Graf Paar als Verwaltungssitz der lokalen Güter ausgebaut, und erhielt seinen heutigen Namen. Beim heute zweigeschoßigen Gebäude mit achteckigem Süd- und sechseckigem Nordturm handelt es sich in der Hauptsache um einen Neubau aus der zweiten Hälfte des 19. Jahrhunderts. Das Schloss wurde als Bauerntöchterschule genutzt und dient aktuell als Landwirtschaftliche Hauswirtschaftsschule. | BDA-Hist.: Q2243596 Status: § 2a Stand der BDA-Liste: 2025-06-30 Name: Schloss Stein, heute Landwirtschaftliche Hauswirtschaftsschule GstNr.: 204/9 Schloss Stein, Fehring               |
| ja   | Datei hochladen | Ortskapelle HERIS-ID: 31302 Objekt-ID: 28243                                                         | Standort KG: Petzelsdorf                              | | BDA-Hist.: Q37941534 Status: § 2a Stand der BDA-Liste: 2025-06-30 Name: Ortskapelle GstNr.: 23/3                                                                                         |
| ja   | Datei hochladen | Bildstock HERIS-ID: 31312 Objekt-ID: 28254                                                           | Standort KG: Schiefer                                 | | BDA-Hist.: Q37941588 Status: § 2a Stand der BDA-Liste: 2025-06-30 Name: Bildstock GstNr.: 1452                                                                                           |
| ja   | Datei hochladen | Ortskapelle HERIS-ID: 31315 Objekt-ID: 28257                                                         | Standort KG: Schiefer                                 | Die Florianikapelle wurde ab 1893 von Robert Mikovics erbaut. | BDA-Hist.: Q27945952 Status: § 2a Stand der BDA-Liste: 2025-06-30 Name: Ortskapelle GstNr.: .100 Florianikapelle (Fehring)                                                               |
| ja   | Datei hochladen | Wegkreuz HERIS-ID: 68024 Objekt-ID: 81018                                                            | Standort KG: Tiefenbach                               | | BDA-Hist.: Q38118309 Status: Bescheid Stand der BDA-Liste: 2025-06-30 Name: Wegkreuz GstNr.: 578 Wegkreuz Tiefenbach                                                                     |
| ja   | Datei hochladen | Ortskapelle HERIS-ID: 32308 Objekt-ID: 29385                                                         | Standort KG: Weinberg                                 | | BDA-Hist.: Q37947212 Status: § 2a Stand der BDA-Liste: 2025-06-30 Name: Ortskapelle GstNr.: .129 Ortskapelle Weinberg (Fehring)                                                          |

## Ehemalige Denkmäler
| Foto |                 | Denkmal                                                              | Standort                          | Beschreibung                                                                     | Metadaten |
| ---- | --------------- | -------------------------------------------------------------------- | --------------------------------- | -------------------------------------------------------------------------------- | --- |
| ja   | Datei hochladen | Bauernhaus Knaus vulgo Lipp HERIS-ID: 31254 Objekt-ID: 28190bis 2021 | Burgfeld 16 Standort KG: Burgfeld | Oststeirischer Vierkanthof aus dem 18. Jahrhundert mit abgeschlepptem Strohdach. | BDA-Hist.: Q37941232 Status: Bescheid Stand der BDA-Liste: 2021-07-01 Name: Bauernhaus Knaus vulgo Lipp GstNr.: .56 |